# 岡本鶴蔵
岡本 鶴蔵（おかもと つるぞう）は、日本の大工。塩飽諸島出身で、明治時代、主に日本ハリストス正教会の施設建物を施工した。正教会信徒としてワシリーの名を授けられる。

## 来歴
一説によれば、箱館でニコライ・カサートキンと出会い、会津藩士の長郷泰輔（旧姓古田）らとともに信者になった。1872年、ニコライが東京に移る際に同行し、駿河台に教会施設を建設した。
東京復活大聖堂（ニコライ堂）の建設では長郷が総工事監督、清水組が請け負い、岡本が木工事を担当した。
仙台の聖堂建設では、聖ニコライから渡された参考設計図譜をもとに設計図面を作成した。
茅ヶ崎市にあった南湖院の建物の建設にも関わった。